# Burgkirche (Maienfels)

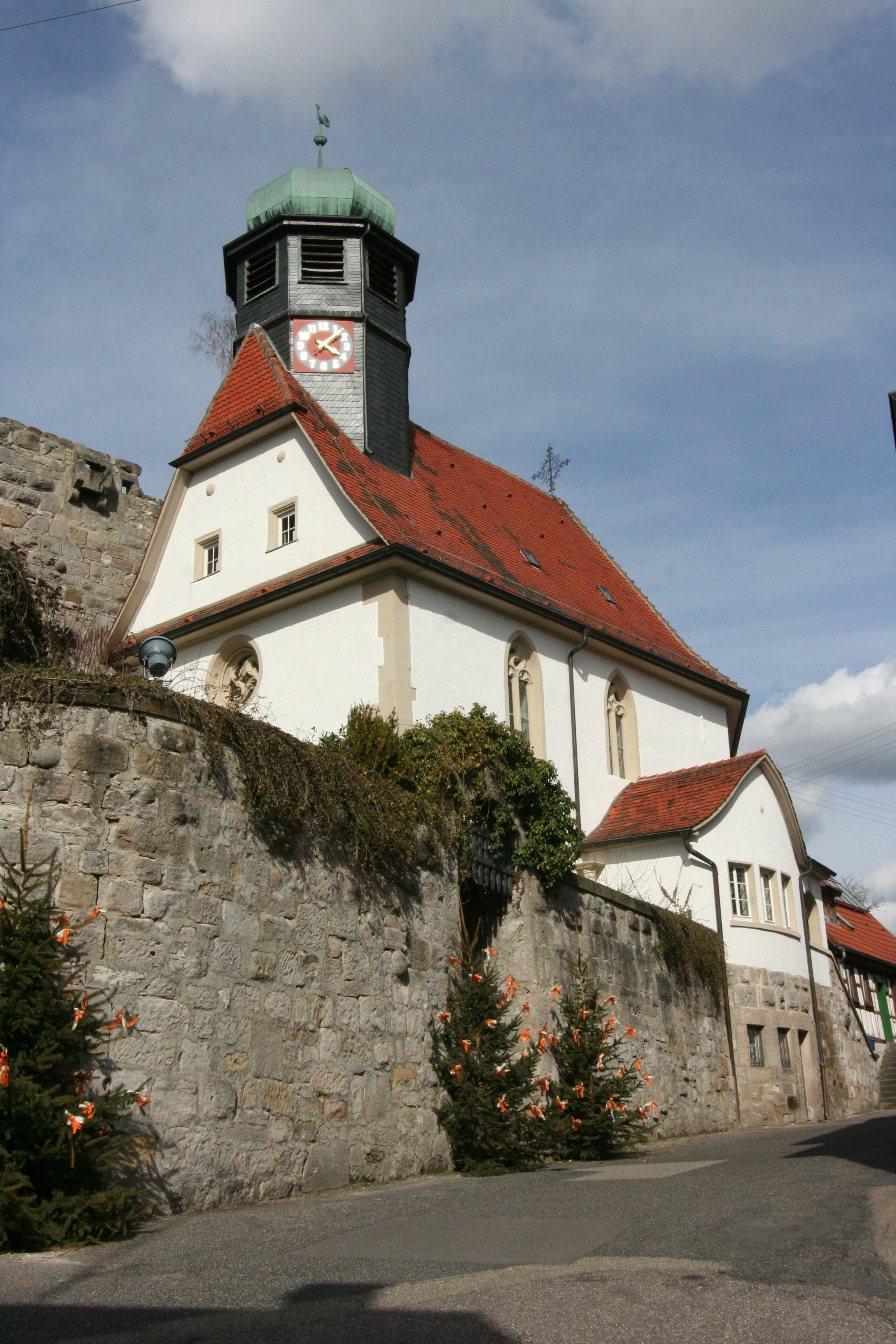
Kirche von Südwesten

Die evangelische Burgkirche in Maienfels, einem Ortsteil der Gemeinde Wüstenrot im Landkreis Heilbronn in Baden-Württemberg, ist die Pfarrkirche der evangelischen Kirchengemeinde Maienfels im Kirchenbezirk Weinsberg-Neuenstadt der Evangelischen Landeskirche in Württemberg.

## Geschichte und Architektur
Die Kirche liegt am Hang südlich und unterhalb der Burg Maienfels. Sie entstand 1613 durch den Umbau einer älteren Burgkapelle von 1433 und ist bis heute durch einen Weg zu einem Tor in der Burgmauer mit der Burg verbunden.
Die einschiffige Saalkirche mit heute etwa 300 Plätzen ist im Wesentlichen gotischen Baustils, vor allem erkennbar an den Maßwerkfenstern. Das flachgedeckte Schiff hat im Osten einen dreiseitig geschlossenen Chor mit Altar, der von der Orgelempore, dem östlichen Teil der dreiseitig-ovalen Empore überspannt wird. Das Baujahr 1613 und die damals starke Tendenz, Innenräume von bestehenden und neuen Kirchengebäuden als Querkirche zu konzipieren, spricht auch in Maienfels dafür, dass die Burgkirche dementsprechend gebaut wurde, wie sie sich teilweise heute noch darbietet: mit einer Ausrichtung des Gestühls und der Emporen auf die (heute tiefer gesetzte) Kanzel vor der Mitte der südlichen Längsseite. Nach mehreren Restaurierungen im 19. Jahrhundert wurde das Gebäude 1914/15 durch die Stuttgarter Architekten Böklen und Feil umgebaut und erweitert. Dabei entstanden die südlich angebaute Sakristei, durch die ein Südeingang verlorenging, und das kleine Glockentürmchen über der Westfassade mit welscher Haube. Eine weitere Renovierung unter Hannes Mayer folgte 1956.

## Ausstattung
Die einstige höhere Kanzelsäule aus der Renaissancezeit steht heute im Außenbereich, wie auch das alte Taufbecken als Brunnentrog auf einem Treppenabsatz.
Der Kunstmaler Ernst H. Graeser schuf im Rahmen der Kirchenrenovierung 1914/1915 das spätimpressionistische Gemälde auf der Brüstung über dem Altar mit dem Motiv Jesus und die Samariterin am Jakobsbrunnen.
Das Dachreiter-Türmchen beherbergt drei Glocken, eine davon aus der Zeit um 1500. Die Ausstattung wurde im Jugendstil umgestaltet, der Kirchenvorplatz mit seinen vielen Treppen wurde umgebaut, ein früheres Taufbecken dort als Brunnen aufgestellt. Eine Glocke des Lothringer Glockengießers Johannes Arnolt von 1688 hängt wegen eines Sprungs nicht im Glockentürmchen, sondern ist seit 1985 auf dem Vorplatz aufgestellt. Auf dem Chordach ist ein schmiedeeisernes Firstkreuz wohl aus dem 18. Jahrhundert angebracht.